# Hans Sennewald
Hans Sennewald (Heckelberg, RDA, 12 de septiembre de 1961) es un deportista alemán que compitió para la RDA en remo. Su hija Ulrike compite en el mismo deporte.
Participó en los Juegos Olímpicos de Barcelona 1992, obteniendo una medalla de bronce en la prueba de ocho con timonel. Ganó seis medallas en el Campeonato Mundial de Remo entre los años 1982 y 1993.

## Palmarés internacional
| Representando a la RDA   |                          |                   |                    |
| Campeonato Mundial       |                          |                   |                    |
| Año                      | Lugar                    | Medalla           | Prueba             |
| 1982                     | Lucerna (Suiza)          | Medalla de oro    | Cuatro con timonel |
| 1985                     | Malinas (Bélgica)        | Medalla de bronce | Cuatro sin timonel |
| 1987                     | Copenhague (Dinamarca)   | Medalla de plata  | Ocho con timonel   |
| 1989                     | Bled (Yugoslavia)        | Medalla de plata  | Ocho con timonel   |
| 1990                     | Tasmania (Australia)     | Medalla de bronce | Ocho con timonel   |
| Representando a Alemania |                          |                   |                    |
| Juegos Olímpicos         |                          |                   |                    |
| Año                      | Lugar                    | Medalla           | Prueba             |
| 1992                     | Barcelona (España)       | Medalla de bronce | Ocho con timonel   |
| Campeonato Mundial       |                          |                   |                    |
| Año                      | Lugar                    | Medalla           | Prueba             |
| 1993                     | Račice (República Checa) | Medalla de plata  | Dos sin timonel    |